# Шарп (округ)
Шарп (англ. Sharp County) — округ, расположенный в штате Арканзас, США, с населением в 17 119 человек по статистическим данным переписи 2000 года. Столица округа находится в городе Аш-Флат.
Округ Шарп был образован 18 июля 1868 года и получил своё название в честь представителя законодательного собрания от округа Эфраима Шарпа.
В округе Шарп действует запрет на оборот алкогольной продукции, поэтому Шарп входит в список так называемых «сухих» округов страны.

## География
По данным Бюро переписи населения США округ Шарп имеет общую площадь в 1769 квадратных километров, из которых 1570 кв. километров занимает земля и 5 кв. километров — вода. Площадь водных ресурсов округа составляет 0,33 % от всей его площади.

### Соседние округа
- Орегон, Миссури — север
- Рандолф — северо-восток
- Лоренс — юго-восток
- Индепенденс — юг
- Изард — юго-запад
- Фултон — северо-запад

## Демография

Диаграмма распределения населения округа по возрастным диапазонам. Данные переписи населения 2000 года

По данным переписи населения 2000 года в округе Шарп проживало 17 119 человек, 5 141 семей, насчитывалось 7 211 домашних хозяйств и 9 342 жилых домов. Средняя плотность населения составляла человек на один квадратный километр. Расовый состав округа по данным переписи распределился следующим образом: 97,14 % белых, 0,49 % чёрных или афроамериканцев, 0,68 % коренных американцев, 0,12 % азиатов, 0,02 % выходцев с тихоокеанских островов, 1,39 % смешанных рас, 0,16 % — других народностей. Испано- и латиноамериканцы составили 0,98 % от всех жителей округа.
Из 7 211 домашних хозяйств в 25,80 % — воспитывали детей в возрасте до 18 лет, 59,90 % представляли собой совместно проживающие супружеские пары, в 8,10 % семей женщины проживали без мужей, 28,70 % не имели семей. 25,60 % от общего числа семей на момент переписи жили самостоятельно, при этом 14,40 % составили одинокие пожилые люди в возрасте 65 лет и старше. Средний размер домашнего хозяйства составил 2,34 человек, а средний размер семьи — 2,79 человек.
Население округа по возрастному диапазону по данным переписи 2000 года распределилось следующим образом: 21,90 % — жители младше 18 лет, 6,30 % — между 18 и 24 годами, 22,80 % — от 25 до 44 лет, 25,50 % — от 45 до 64 лет и 23,60 % — в возрасте 65 лет и старше. Средний возраст жителей округа составил 44 года. На каждые 100 женщин в округе приходилось 92,40 мужчин, при этом на каждых сто женщин 18 лет и старше приходилось 90,20 мужчин также старше 18 лет.
Средний доход на одно домашнее хозяйство в округе составил 25 152 долларов США, а средний доход на одну семью в округе — 29 691 долларов. При этом мужчины имели средний доход в 23 329 долларов США в год против 16 884 долларов США среднегодового дохода у женщин. Доход на душу населения в округе составил 14 143 долларов США в год. 13,20 % от всего числа семей в округе и 18,20 % от всей численности населения находилось на момент переписи населения за чертой бедности, при этом 25,40 % из них были моложе 18 лет и 13,20 % — в возрасте 65 лет и старше.

## Главные автодороги
- US 62
- US 63
- US 167
- US 412
- AR 56
- AR 58
- AR 175

## Населённые пункты
- Аш-Флат
- Кейв-Сити
- Чероки-Виллидж
- Ивнинг-Шейд
- Харди
- Хайленд
- Хорсшу-Бенд
- Озарк-Эйкрес
- Поукипзи
- Сидни
- Уиллифорд